# Караджаоглан
Караджаоглан (около 1606 — около 1680) — османский народный поэт и ашуг, живший в 17 веке. Его точные даты рождения и смерти неизвестны, но по наиболее распространённой версии считается, что он родился около 1606 года, а умер около 1680. Жил возле города Мут близ Мерсина. Холм, близ которого находится место захоронения поэта был назван в его честь, как и расположенное неподалёку селение, в 1997 году там был создан мавзолей. Считается первым известным народным поэтом и ашиком, в честь которого была воздвигнута статуя.
Стихи Караджаоглана рисуют яркую картину природы и сельской жизни в сельской местности Анатолии. Такой тип стихов, во многом отличный от произведений придворных османских поэтов, приобрёл популярность в Турецкой республике после её основания в 1923 году и оказал большое влияние на современную лирическую поэзию.

## Биография
Точных данных о жизни Караджаоглана нет. Даже место его рождения неизвестно. Одни считают, что он родился возле горы Козан, расположенной близ селения Варшак. Другие согласны с названием селения, но считают, что оно было расположено на территории Османие. Третьи же считают, что он родом из Кахраманмараша. Клан Барак из Газиантепа, а также клан Чавушлу из Килиса считают, Караджаоглана уроженцем своих городов. Впрочем, большинство придерживается мнения, что он родился близ Чукуровы и жил среди тюркских племён в горном районе на территории южной Анатолии. Караджаоглан — не настоящее имя поэта, а псевдоним. Его настоящее именем, по разным данным, является Симайил, Исмаил, Халил или Хасан. Ходжа Хамди Эфенди из Акшехира считает, что он был сиротой. Возможно, покинул родное селение в раннем возрасте. Согласно некоторым намёкам из его произведений, у Караджаоглана было две сестры, которых он перевёз в Бурсу или Стамбул. Большую часть прожил в Чукурове и Мараше. Хотя и нельзя утверждать точно, но считается, что он умер в Кахраманмараше.
Произведения Караджаоглана отражают окружающую его природу, а также культуру тюркских племён, обитавших близ хребта Тавр. До наших дней сохранились более пяти сотен его поэм.